# Unione naturisti italiani
L'Unione naturisti italiani (UNI) è la prima associazione naturista costituitasi in Italia, fondata l'8 marzo 1964 e con sede a Torino.

## Storia
La sua attività comincia all’inizio degli anni '60, quando Enrico Chiesa riunisce circa centocinquanta persone in Italia, dapprima iscritte alla Federazione naturista internazionale (INF-FNI). L’associazione viene chiamata UNI (Unione naturisti italiani) in continuità con la prima UNI (Unione Naturista Italiana) creata precedentemente da Lamberto Paoletti e non registrata come associazione.
All'UNI si deve il primo centro di turismo naturista italiano riconosciuto dalla Federazione internazionale: tuttora in attività, è stato creato ai piedi delle Valli di Lanzo alla fine degli anni '60 con criteri di sostenibilità, attraverso la gestione di un terreno precedentemente abbandonato.
Dalla sua fondazione l'associazione svolge ininterrottamente attività di divulgazione e promozione dell'idea naturista e dei suoi valori etici. Pubblica la rivista "InfoNaturista".
Pur svolgendo attività in Italia, dal 2019 è registrata presso il Liechtenstein, aderendo attraverso quella nazione alla Federazione naturista internazionale.